# Irmingarda di Baviera
Irmingarda di Baviera (nome completo in tedesco Irmingard Marie Josefa; Berchtesgaden, 23 maggio 1923 – Starnberg, 23 ottobre 2010) è stata una principessa tedesca.

## Gioventù
Irmingarda di Baviera è nata nella residenza paterna, Schloss Berchtesgaden; essa ha trascorso la sua infanzia tra le numerose abitazioni del padre, Berchtesgaden appunto, ma anche il palazzo Leuchtenberg a Monaco, Schloss Leutstetten e il castello di Hohenschwangau. Nel 1936 è stata mandata in Inghilterra per completare la sua educazione nel convento del Sacro Cuore a Roehampton, in seguito denominato Woldingham School, dove molte delle sue cugine, le principesse di Lussemburgo, erano iscritte.
Nei primi anni 1940 Irmingarda ed i suoi fratelli e sorelle furono autorizzati a recarsi in Italia per raggiungere il padre, il quale aveva lasciato la Germania per evitare conflitti con le autorità naziste. Essa trascorse quindi il periodo della guerra principalmente a Roma, Firenze e Padova.
Nel settembre 1944 essa fu arrestata dai nazisti, che non erano riusciti a trovare e catturare il padre; si ammalò di tifo e venne quindi spedita ad Innsbruck in un ospedale-prigione. Una volta guarita venne mandata nel campo di concentramento di Oranienburg-Sachsenhausen, dove si riunì con altri membri della sua famiglia che erano stati anch'essi arrestati. In seguito vennero trasferiti nei campi di Flossenbürg e Dachau, prima di venir liberati dalla Terza Armata Americana il 30 aprile 1945.
Irmingarda e le sue sorelle cercarono quindi rifugio in Lussemburgo, dove la loro zia materna Carlotta regnava come granduchessa. Dopo un breve ritorno in Germania, essa si recò negli Stati Uniti d'America per un anno, dove lo zio acquisito, il principe Adolfo di Schwarzenberg, possedeva un ranch in Montana.

## Matrimonio e figli
Il 20 luglio 1950 Irmingarda ha sposato nel castello di Nymphenburg, presso Monaco di Baviera, il principe Ludovico di Baviera, suo primo cugino. La coppia ha avuto tre figli:
- Principe Liutpold (n. 1951), nel 1979 ha sposato Beatrix Wiegand ed ha avuto cinque figli;
- Principessa Maria, (n. e m. 3 gennaio 1953);
- Principessa Filippa, (n. e m. 26 giugno 1954).

Dopo la morte del padre, avvenuta nel 1955, Irmingarda e suo marito hanno trasferito la loro residenza a Leutstetten dove è vissuta fino alla morte, avvenuta nel 2010.

## Antenati
|                                        |                       |                                           | Genitori                                    |  |  | Nonni |  |  | Bisnonni            |  |  | Trisnonni             |  |
|                                        |                       |                                           |                                             |  |  |       |  |  | Luitpold di Baviera |  |  | Ludovico I di Baviera |  |
|                                        |                       |                                           |                                             |  |  |       |  |  | Luitpold di Baviera |  |  | Ludovico I di Baviera |  |
|                                        |                       | Teresa di Sassonia-Hildburghausen         |                                             |  |  |       |  |  | Luitpold di Baviera |  |  |                       |  |
| Ludovico III di Baviera                |                       |                                           |                                             |  |  |       |  |  | Luitpold di Baviera |  |  |                       |  |
|                                        |                       | Augusta Ferdinanda d'Asburgo-Toscana      | Leopoldo II di Toscana                      |  |  |       |  |  |                     |  |  |                       |  |
|                                        |                       | Augusta Ferdinanda d'Asburgo-Toscana      | Leopoldo II di Toscana                      |  |  |       |  |  |                     |  |  |                       |  |
|                                        |                       | Augusta Ferdinanda d'Asburgo-Toscana      | Maria Anna Carolina di Sassonia             |  |  |       |  |  |                     |  |  |                       |  |
| Rupprecht di Baviera                   |                       | Augusta Ferdinanda d'Asburgo-Toscana      |                                             |  |  |       |  |  |                     |  |  |                       |  |
|                                        |                       | Ferdinando Carlo Vittorio d'Asburgo-Este  | Francesco IV di Modena                      |  |  |       |  |  |                     |  |  |                       |  |
|                                        |                       | Ferdinando Carlo Vittorio d'Asburgo-Este  | Francesco IV di Modena                      |  |  |       |  |  |                     |  |  |                       |  |
|                                        |                       | Ferdinando Carlo Vittorio d'Asburgo-Este  | Maria Beatrice di Savoia                    |  |  |       |  |  |                     |  |  |                       |  |
| Maria Teresa Enrichetta d'Asburgo-Este |                       | Ferdinando Carlo Vittorio d'Asburgo-Este  |                                             |  |  |       |  |  |                     |  |  |                       |  |
|                                        |                       | Elisabetta Francesca d'Asburgo-Lorena     | Giuseppe Antonio Giovanni d'Asburgo-Lorena  |  |  |       |  |  |                     |  |  |                       |  |
|                                        |                       | Elisabetta Francesca d'Asburgo-Lorena     | Giuseppe Antonio Giovanni d'Asburgo-Lorena  |  |  |       |  |  |                     |  |  |                       |  |
|                                        |                       | Elisabetta Francesca d'Asburgo-Lorena     | Maria Dorotea di Württemberg                |  |  |       |  |  |                     |  |  |                       |  |
| Irmingarda di Baviera                  |                       | Elisabetta Francesca d'Asburgo-Lorena     |                                             |  |  |       |  |  |                     |  |  |                       |  |
|                                        | Adolfo di Lussemburgo | Guglielmo di Nassau                       |                                             |  |  |       |  |  |                     |  |  |                       |  |
|                                        | Adolfo di Lussemburgo | Guglielmo di Nassau                       |                                             |  |  |       |  |  |                     |  |  |                       |  |
|                                        | Adolfo di Lussemburgo | Luisa di Sassonia-Hildburghausen          |                                             |  |  |       |  |  |                     |  |  |                       |  |
| Guglielmo IV di Lussemburgo            | Adolfo di Lussemburgo |                                           |                                             |  |  |       |  |  |                     |  |  |                       |  |
|                                        |                       | Adelaide Maria di Anhalt-Dessau           | Federico Augusto di Anhalt-Dessau           |  |  |       |  |  |                     |  |  |                       |  |
|                                        |                       | Adelaide Maria di Anhalt-Dessau           | Federico Augusto di Anhalt-Dessau           |  |  |       |  |  |                     |  |  |                       |  |
|                                        |                       | Adelaide Maria di Anhalt-Dessau           | Maria Luisa Carlotta d'Assia-Kassel         |  |  |       |  |  |                     |  |  |                       |  |
| Antonia di Nassau-Weilburg             |                       | Adelaide Maria di Anhalt-Dessau           |                                             |  |  |       |  |  |                     |  |  |                       |  |
|                                        |                       | Michele del Portogallo                    | Giovanni VI del Portogallo                  |  |  |       |  |  |                     |  |  |                       |  |
|                                        |                       | Michele del Portogallo                    | Giovanni VI del Portogallo                  |  |  |       |  |  |                     |  |  |                       |  |
|                                        |                       | Michele del Portogallo                    | Carlotta Gioacchina di Borbone-Spagna       |  |  |       |  |  |                     |  |  |                       |  |
| Maria Anna di Braganza                 |                       | Michele del Portogallo                    |                                             |  |  |       |  |  |                     |  |  |                       |  |
|                                        |                       | Adelaide di Löwenstein-Wertheim-Rosenberg | Costantino di Löwenstein-Wertheim-Rosenberg |  |  |       |  |  |                     |  |  |                       |  |
|                                        |                       | Adelaide di Löwenstein-Wertheim-Rosenberg | Costantino di Löwenstein-Wertheim-Rosenberg |  |  |       |  |  |                     |  |  |                       |  |
|                                        |                       | Adelaide di Löwenstein-Wertheim-Rosenberg | Agnese di Hohenlohe-Langenburg              |  |  |       |  |  |                     |  |  |                       |  |
|                                        |                       | Adelaide di Löwenstein-Wertheim-Rosenberg |                                             |  |  |       |  |  |                     |  |  |                       |  |